# Sampsigeramus II
Sampsigeramus II − król Emesy od ok. 17.
Był wnukiem lub prawnukiem Iamblichosa I. Brał udział w zjeździe władców w Tyberiadzie zorganizowanym przez króla Judei Heroda Agryppę I. Miał córkę Jotapę, żonę Arystobula II, wnuka Heroda Wielkiego.